# Anja Garbarek

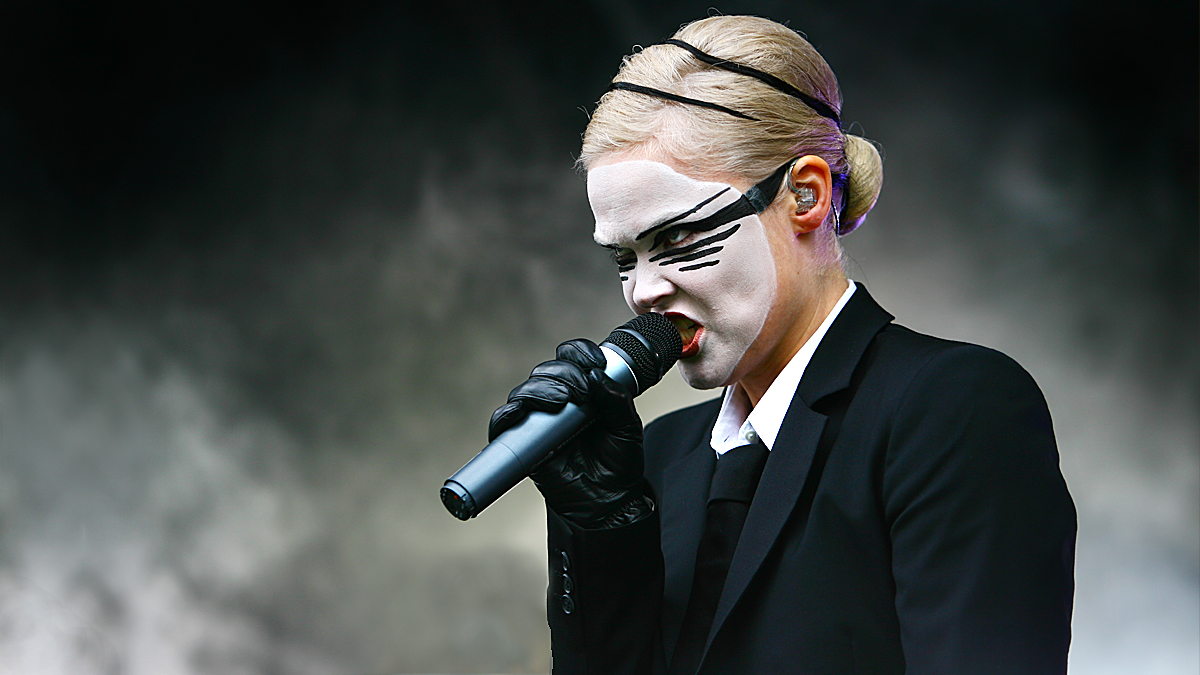
Anja Garbarek (2007)

Anja Garbarek (* 24. Juli 1970 in Oslo, Norwegen) ist eine norwegische Singer-Songwriterin und Filmmusikkomponistin.
Als einziges Kind des Saxophonisten Jan Garbarek wuchs sie in der Gegend von Oslo auf. Trotz des musikalischen Umfelds und ihrer Begeisterung für Musik lernte Anja Garbarek nie ein Instrument, sondern versuchte stattdessen eine Laufbahn als Schauspielerin.
Während ihrer Zeit an einer Schauspielschule sang Anja Garbarek im Rahmen einer Musical-Aufführung auf der Bühne und wurde von Vertretern der norwegischen Plattenindustrie entdeckt. 1992 erschien ihr Debüt-Album Velkommen inn und eine Tournee folgte.
1997, ein Jahr nach der Veröffentlichung ihres zweiten Albums Balloon Mood, zog Garbarek nach London und unterschrieb einen Vertrag bei Virgin Records, veröffentlichte aber erst 2001 das nächste Album mit dem Namen Smiling and Waving. Mit ihm erhielt sie den Spellemannprisen in der Kategorie „Offene Klasse“.
Anja Garbarek heiratete den englischen Toningenieur John Mallison und wurde Mutter einer Tochter. Zusammen mit ihrer Familie zog sie 2003 zurück nach Norwegen.
2004 begegnete sie bei einer Studio-Besichtigung dem isländischen Musiker Gísli. Begeistert von dessen Musik, begann sie zusammen mit ihm an der Arbeit für ein neues Album. Auch von ihrem Vater wurde sie unterstützt.
2005 komponierte sie den Soundtrack für den Film Angel-A von Luc Besson.
Zu den langen Pausen zwischen zwei Veröffentlichungen äußert sich Garbarek: „Denk an einen Maler, der eine Ausstellung vorbereitet. Diesen Prozess kann man nicht beschleunigen. Mit der Entstehung eines Albums ist es nicht anders“.

## Diskografie
- Velkommen inn. RCA, 1992
- Balloon Mood. RCA, 1999
- Smiling and Waving. Virgin, 2001, mit Chris Laurence, Frank Ricotti, Theo Travis, Robert Wyatt, Mark Hollis u. a.
- Zusammen mit Satyricon auf dem Album Volcano (2002) – (Gesang bei drei Liedern: Angstridden, Mental Mercury und Black Lava)
- Filmmusik zu Angel-A von Luc Besson, EMI, 2005
- Briefly Shaking. Virgin, 2006
- The Road is Just a Surface. Drabant Music, 2018